# Coopétition
La coopétition est une collaboration ou une coopération de circonstance ou d'opportunité entre différents acteurs économiques qui, par ailleurs, sont des concurrents (competitors, en anglais).
Ce mot « coopétition » est un mélange des deux mots coopération et de compétition (concurrence). Il s'agit d'un mot-valise (comme modem, codec) qui emprunte au précepte de Nicolas Machiavel : « Si tu peux tuer ton ennemi, fais-le, sinon fais-t-en un ami ».
Elle consiste pour une entreprise à conserver son intégrité tout en partageant certaines de ses ressources avec certains de ses concurrents. Il s’agit d’une stratégie globale, qui permet tout autant des coopérations dans un mode projet, pour remporter un gros contrat, ou développer un produit particulièrement complexe, que des coopérations de long terme et multi-niveaux, impliquant de fortes synergies entre les entreprises en coopétition.
Cette notion a été popularisée par deux auteurs américains en 1996 : Nalebuff et Brandenburger.

## Coopération et concurrence
La coopétition est une stratégie originale de gestion de sa compétition sur les marchés. Il s’agit de collaborer avec certains de ses compétiteurs pour tenter de capturer un bénéfice commun. Pour des raisons de coûts, de niveau de concurrence du marché et/ou de compétences, se regrouper devient l’alternative raisonnable.
Pour Yadong Luo (en) (2007), lorsqu'une entreprise fait face à un rival majeur, on peut distinguer quatre niveaux possibles de coopétition (rivalité, adaptation, isolement et partenariat).
La coopération s'établit jusqu’à un certain point, puis les acteurs en présence reprennent une position de confrontation.
Cette logique de coopétition est présente dans le concept d'écosystème d'affaires et explique comment deux entreprises bien que concurrentes puissent être également partenaires.

## Coopétition et compétitivité
Dans une tribune publiée en février 2013, le groupe « Entreprendre à gauche » créé par Laurent Grandguillaume, député de la Côte d'Or, exprimait l'opinion que la coopétition dans le domaine de l'innovation permettrait la restauration de la compétitivité de la France « face à l'hyperlibéralisme et la loi du plus fort ». Pour le groupe, la coopétition est « la coopération nécessaire pour faire face à la compétition ». Dans une autre tribune publiée en juin 2014, deux chercheurs en gestion spécialisés dans les questions de coopération inter-entreprises ont proposé que la coopétition permettrait à un certain nombre d'entreprises de ne pas avoir à se vendre, à l'instar du groupe Alstom. « Les exemples de réussite de projets industriels basés sur la coopétition sont légion. Les programmes Airbus, Eurocopter ou Ariane sont tous, à l’origine, fondés sur la coopération entre concurrents. Sans le recours à la coopétition, aucune des entreprises européennes impliquées n’avait la taille suffisante pour affronter les marchés mondiaux ».

## Impacts et précautions juridiques
La coopétition demande une certaine transparence et une grande prudence juridique pour éviter aux entreprises toute accusation de Pratiques anticoncurrentielles ou d'Entente illicite entre producteurs (punies par de nombreuses lois antitrust). En général, une cellule de coopération technique est créée (par exemple celle unissant Apple, Motorola et IBM pour la mise au point du PowerPC), et son fonctionnement rendu aussi transparent que possible par la publication de nombreux rapports.
Souvent, les entreprises collaborant protègent soigneusement leur propriété intellectuelle et industrielle afin de ne pas dévoiler un avantage compétitif de leur cœur de métier, mais d'autres modèles existent : des entreprises, collectivités, écoles ou universités, ou individus peuvent aussi décider d'accélérer l'innovation par le partage public de données, de cours, de guides de bonnes pratiques, de technologies ou retour d'expérience, comme dans le monde du logiciel libre et de l'Open data ou avec la plate forme GreenXchange (en) où des entreprises pourtant concurrentes échangent et partagent leurs avancées. Linux ou les modèles freemium du web 2.0 offrent des contenus libres, qui les aident à se financer en offrant de meilleurs services ; Sésamath crée des livres de math à partir de cours collectifs, etc.

## Exemples de coopétition
La coopétition est souvent utilisée afin de financer une R&D commune. Il s'agit alors d'une mutualisation des compétences de deux entreprises.
Mais on retrouve ce mode d'alliance dans d'autres secteurs accompagnant une diversité de stratégie compétitive.
Lorsque deux associations à but non lucratif présentent chacune un dossier pour répondre à un appel à candidature afin d'obtenir un financement public, et qu'elles s'informent ouvertement de leurs intentions en publiant leur projet sur le web, elles adoptent une approche compétitive. Celle-ci favorise la compétition transparente, l'émulation de nouvelles démarches, l'intelligence collective, l'émergence de communautés de pratiques.

### Dans le secteur informatique
Par exemple, en novembre 2005, IBM et Oracle, bien que rivales dans plusieurs secteurs d'activités, ont établi un partenariat afin de capter le marché des progiciels de gestion intégrés (ERP) pour PME (middle market). Oracle va profiter du réseau de distribution d'IBM tandis que les ingénieurs commerciaux d'IBM pourront profiter d'un transfert de compétences.
Le logiciel libre est un très bel exemple de pratique de la coopétition. De nombreux projets libres (Apache, noyau Linux…) sont financés par des entreprises concurrentes.

### Dans le secteur spatial
La coopétition dans le secteur spatial est assez courante. En effet, lors d’appels d’offre, les entreprises européennes vont avant tout se battre pour la maîtrise d’œuvre, l’activité la plus rentable. Cependant, le maître d’œuvre n’a la plupart du temps pas la possibilité et les compétences de réaliser de A à Z la prestation à cause du phénomène de retour géographique, ce qui va l’amener parfois à travailler avec son concurrent direct sur le projet.

### Note
1. ↑  IBM a commercialisé par exemple sa propre base de données DB2.